# Limanda
Limanda es un género de peces pleuronectiformes de la familia Pleuronectidae.

## Especies
Se reconocen las siguientes especies:
- Limanda aspera
- Limanda ferruginea
- Limanda limanda, denominada comercialmente en España lenguadina.
- Limanda proboscidea
- Limanda punctatissima
- Limanda sakhalinensis